# قطعنامه ۱۵۳۱ شورای امنیت
قطعنامه ۱۵۳۱ شورای امنیت سازمان ملل متحد که در تاریخ ۱۲ مارس ۲۰۰۴ تصویب شد، سندی بین‌المللی دربارهٔ بررسی وضعیت میان اریتره و اتیوپی است. این قطعنامه طی نشست ۴۹۲۴ام با ۱۵ رای موافق، ۰ مخالف و ۰ ممتنع تصویب شد.